# Cesare Bovo
Cesare Bovo (Roma, 14 de janeiro de 1983) é um ex-futebolista italiano que atuava como zagueiro.

## Carreira
Bovo representou a Seleção Italiana no Campeonato Europeu Sub-21 de 2004 e nas Olimpíadas de 2004, onde conquistou a medalha de bronze.